# Nielsoniella vitellina
Nielsoniella vitellina är en insektsart som beskrevs av Rauno E. Linnavuori 1977. Nielsoniella vitellina ingår i släktet Nielsoniella och familjen dvärgstritar. Inga underarter finns listade i Catalogue of Life.